# 1946 en Grèce
Chronologie de la Grèce
- 1942
- 1943
- 1944
- 1945
- 1946
- 1947
- 1948
- 1949
- 1950

Cette page concerne les évènements survenus en 1946 en Grèce  :

## Événements
- 12 février : début de la guerre civile grecque.
- 31 mars : élections législatives.
- 1er septembre : référendum organisé par le gouvernement monarchiste de Konstantinos Tsaldaris.
- 10 décembre : vote de la résolution 12 du Conseil de sécurité des Nations unies définissant les modalités de participation de certains pays aux débats concernant des incidents frontaliers au nord de la Grèce.
- 19 décembre : vote de la résolution 15 du Conseil de sécurité des Nations unies qui décide de créer une commission d'enquête aux fins de vérifier les faits de violation de frontière entre la Grèce d'une part et l'Albanie, la Bulgarie et la Yougoslavie d'autre part.

## Création
- Parti national de Grèce (en)
- Établissement de soins infirmiers du Fonds d'actions de l'armée (en)
- Alignement unifié des nationalistes (en)

## Dissolution
- 13e Escadron de bombardiers légers (en)
- Parti agricole de Grèce (en)

## Sortie de films
- Esclaves non asservis
- Visages oubliés

## Sport
- Coupe de Grèce de football (1946-1947) (en)

## Naissance
- Démosthène Agrafiotis,  essayiste, poète, plasticien, photographe, peintre, art performer, professeur et éditeur.
- Konstantínos Alavános (el), personnalité politique.
- Antónis Antoniádis, joueur de football.
- Charálambos Athanasíou, personnalité politique.
- Jean-Marc de La Sablière, diplomate.
- Giannis Dimaras (el), maire de Patras.
- Theanó Fotíou, personnalité politique.
- Geórgios Kaḯsas, personnalité politique.
- Nikítas Kaklamánis, médecin et homme politique.
- Margaríta Karapánou, romancière.
- Vasíleios Ladás (el), poète.
- Vasílis Moulópoulos (el), journaliste et député.
- Váios Pagourélis (el), critique de théâtre.
- Efstáthios Panagoúlis, personnalité politique.
- Triantáfyllos Patraskídis, peintre.
- Elefthérios Poupákis, joueur de football.
- Yánnis Smaragdís, réalisateur et scénariste.
- Gíorgos Stavrópoulos (el), juge et ministre d'État.
- Ioánnis-Aléxios Zépos (el), diplomate.

## Décès
- 30 mai : Gíorgos Kakoulídis (el), soldat et personnalité politique.

- Risto Buyankin (bg), activiste bulgare.
- Nikólaos Makkás (ru), contre-amiral et photographe.
- Odysséas Phokás (el), peintre.
- Efstrátios Efstratiádis (el), journaliste.